# Helmut W. Erdmann
Helmut W. Erdmann (* 3. Oktober 1947 in Emden) ist ein deutscher Flötist, Komponist und Vertreter der Neuen Musik.

## Werdegang
Nach Abschluss des Studiums in den Fächern Flöte, Komposition und Elektronische Musik wurde Erdmann 1971 Musiklehrer an der Musikschule Lüneburg. Dort realisierte er bis in die 2000er Jahre hinein unter dem Namen Ensemble für Neue Musik Lüneburg zahlreiche Projekte der von ihm vertretenen musikalischen Genres im Profi- und Nachwuchsbereich.
Seit 1992 ist er (Teilzeit-)-Professor für Komposition/Live-Elektronik an der Hochschule für Musik und Theater Hamburg.
Erdmann war Stipendiat der Deutschen Akademie Villa Massimo, der Cité Internationale des Arts Paris und der Stanford University in Kalifornien.

## Kompositionen
Helmut W. Erdmann komponierte bisher ca. 200 Werke. Seine stets aleatorischen Kompositionen Formen notiert er in einer grafischen Notenschrift. Konzeptionell geprägt von John Cage, Karlheinz Stockhausen, Werner Heider sowie seinem Lehrer Diether de la Motte, verwendet er durchgehend Elemente der „Neuen Improvisation“ und der Live-Elektronik (Elektroakustik).

## Arbeit in Gremien
Seit 2009 ist Helmut Erdmann norddeutscher Landesvorsitzender im Deutschen Komponistenverband sowie Mitglied in den Fachausschüssen „Bildung“ und „Europa“ des Deutschen Kulturrats. Er ist auch Mitglied im Präsidium des europäischen Dachverbands nationaler, zeitgenössischer Komponistenverbände, European Composers’ Forum, sowie Lehrbeauftragter an den Universitäten Göttingen und Lüneburg.

## Persönliches
Die Sopranistin Mojca Erdmann ist seine Tochter.